# Václav Šprungl

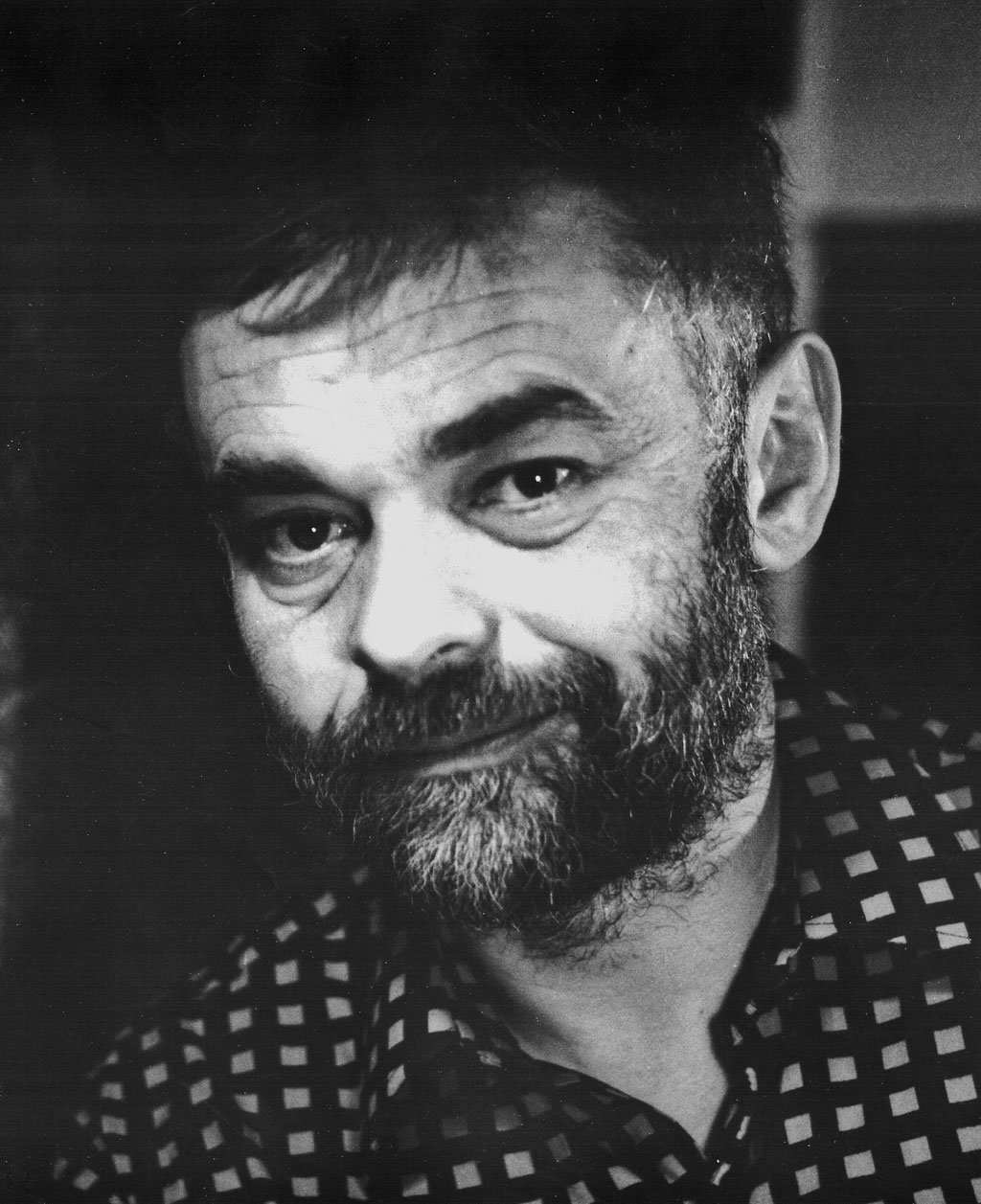
Vaclav Sprungl (1970)

Václav Šprungl (* 1. November 1926 in Dobříš, Tschechoslowakei; † 18. Januar 1993 in Langenbruck, Schweiz) war ein tschechischer Maler und Grafiker.

## Leben
Mit zehn Jahren beschloss der Kaufmannssohn, Maler zu werden. Im Hause einer Schulfreundin, deren Eltern eine Sammlung moderner Kunst besaßen, erhielt er die ersten künstlerischen Impulse. Insbesondere sprachen die Bilder des fortschrittlichen Malers Josef Čapek mit ihrer sehr menschlichen Thematik den aufgeschlossenen Jungen an. Nach seiner Ausbildung an der Grafischen Schule studierte er an der Hochschule für Kunsthandwerk in Prag Grafik und angewandte Malerei bei Karel Svolinský sowie Kunstgeschichte und Ästhetik, und schloss 1950 mit dem Diplom ab. Von 1950 bis 1969 lebte er als freischaffender Künstler in Prag und war Mitglied des dortigen Künstlerverbandes. Seine weitgespannte Tätigkeit umfasste unter anderem die Illustration von Kinderbüchern, Entwerfen von Bühnenbildern und Kostümen für Theater und Fernsehen, sowie die Gestaltung einiger Briefmarken für die Post der Tschechoslowakei.
1969 kam er als politischer Flüchtling in die Schweiz. Ab dann lebte und arbeitete er bis zu seinem Tod 1993 im Raum Basel, Basel-Landschaft und Solothurn.

## Werke

### Malerei

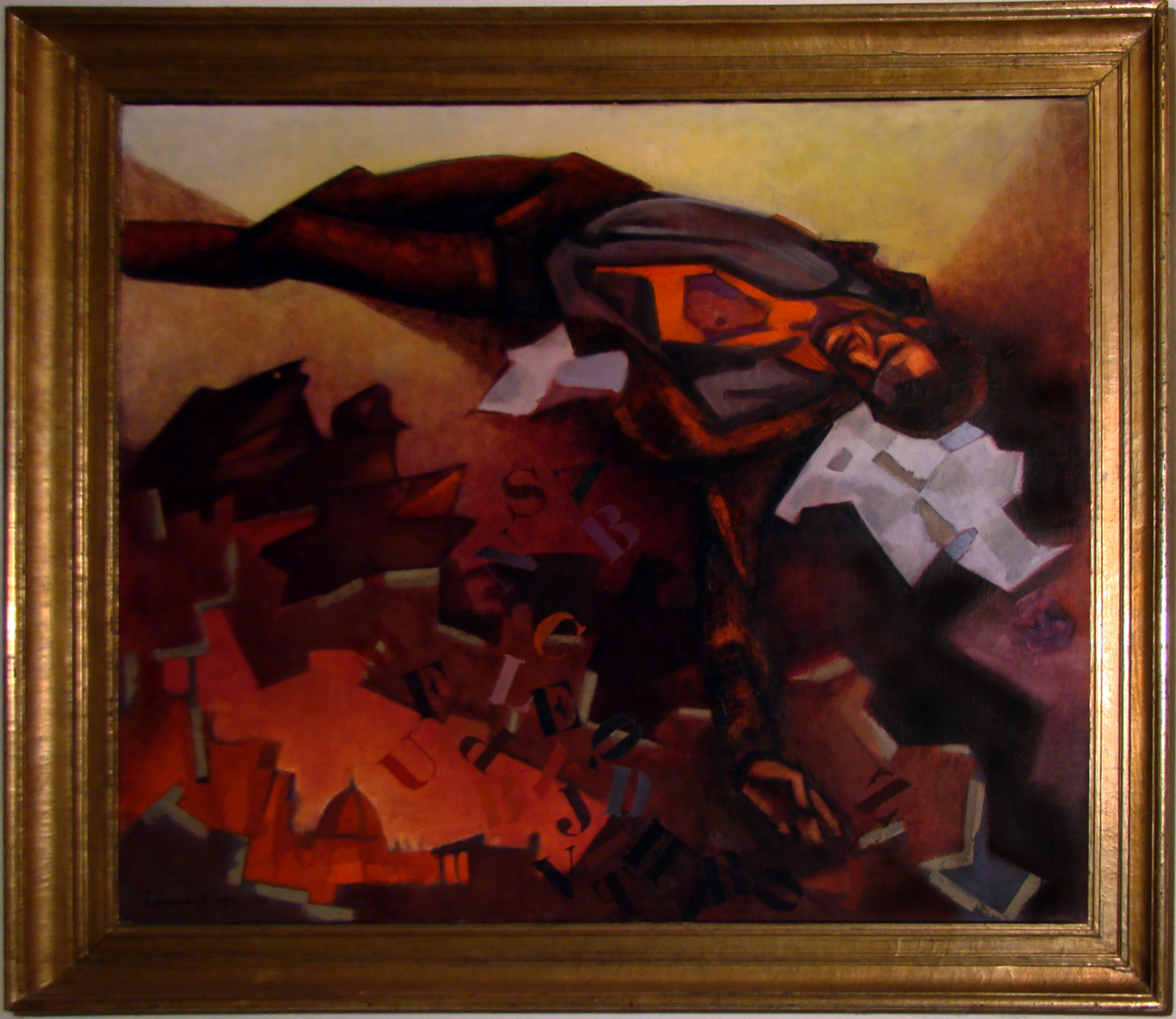
Hommage an Pier Paolo Pasolini (1992)

- 1982: Hommage an Pier Paolo Pasolini. Öl auf Leinwand, 150 × 130 cm, Privatbesitz

### Holzschnitte
- 1967: 50 Farbholzschnitte zu einem L.N.Tolstoj-Kinderbuch[2], Privatbesitz

### Laternen für die Basler Fasnacht

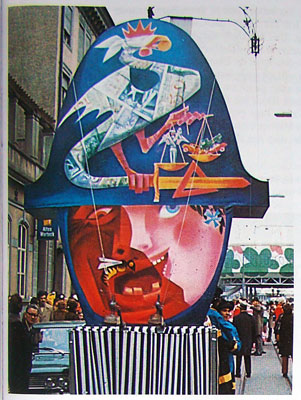
VKB-Laterne von Václav Šprungl (1973)

In den Jahren 1971 bis 1992 stellte Václav große bemalte Laternen für drei Fasnachtscliquen her (VKB, Basler Dybli, Rumpel Clique) sowie Schnitzelbangg-Helgen für Schnitzelbänke in Basel (Pfäfferschote) und Liestal (Altfranke).
- 1973: Uffschloo schtatt abschloo[3], Laterne der VKB, 190 × 190 cm
- 1978: Cheese zie Fäde[3], Laterne der VKB, 190 × 190 cm

### Kinderbuchillustrationen
- 1952: Boj o hvězdičku[4]
- 1953: Divukrásná země[5]
- 1956: Medvídek z oravského lesa[2]
- 1958: Dobrý den, zvířátka[6]
- 1959: Slunečný den[7]
- 1960: Anička a její přátelé[8]
- 1962: Anička z I.A[9]
- 1963: Stromeček jako paraplíčko[10]
- 1964: Tolstoj dětem[11]
- 1965: Bronzová cesta[12]
- 1966: Ani tygři, ani lvi (Weder Tiger noch Löwen)[13]

### Grafik, Werbung, Plakate
- 1965: Buchumschlag für Spionageroman Velká Hra[14]
- 1972: s'offiziell Prysdrummle und Pfyffe 1972. Grafik für LP Plattenhülle der Basler Fasnacht
- 1972–1976: Buchumschläge und -Einbände[15][16][17][18][19][20][21] für 7 Romane aus dem Friedrich Reinhardt Verlag Basel
- 1984: Titelillustrationen für die Erstlingsserie des Maecenas-Buchverlages Hans Räber Basel[22]

### Briefmarken
- Entwürfe für Briefmarken mit folg. MiNr. 650, 652–654, 669, 670, 691, 692, 727–730, 763, 768, 769, 783, 790, 800, 802, 1085[23]

## Ausstellungen
- Sept. 1971: Ölbilder, Gouachen, Zeichnungen. Galerie Sommerau, Diepflingen
- Nov. 1973: Ölbilder u. Einstock-Holzschnitte. Galerie Sommerau, Diepflingen
- Nov. 1975: Farbholzschnitte. Art Grafika Basel, Theaterstr. 20, Basel
- März 1975: Holzschnitte. 31galerie31, quai des bateliers, Strasbourg
- Feb. 1976: 6 Holzschnitte. Bibliothèque municipale de Mulhouse, gravures sur bois de la collection Robert Stehelin, 14.–20. Jhdt.
- Mai 1976: Ölbilder, Gouachen, Holzschnite, Zeichnungen. Galerie Sommerau, Diepflingen
- Dez. 1977: Ölbilder, Gouachen, Zeichnungen, Casa Serodino, Ascona
- Nov. 1984: Holzschnitte. Bürgerspital Basel, Leimenstr. 62, Basel
- Aug. 1991: Holzschnitte, Zeichnungen und Gemälde. Alters- und Pflegeheim Gritt, Niederdorf